# Università dei Paesi Baschi
L'Università dei Paesi Baschi (in basco Euskal Herriko Unibertsitatea, in sigla EHU; in spagnolo Universidad del País Vasco) è un'università pubblica della comunità autonoma dei Paesi Baschi. Erede dell'Università di Bilbao, inizialmente era composta dalla Facoltà di Scienze economiche e commerciali di Sarriko e dalle facoltà di Medicina e Scienze. Nel 1970 entrarono a far parte dell'EHU anche la Scuola Nautica, la Scuola Universitaria di Studi Commerciali di Bilbao e le Scuole Tecniche di Ingegneri, fino ad arrivare ai circa trenta centri didattici che la compongono attualmente. Si distingue come principale istituto di ricerca nei Paesi Baschi, realizzando il 90% delle ricerche di base svolte in quel territorio e beneficiando del buon ambiente industriale della regione.

## Campus universitari
Una delle caratteristiche principali dell'EHU è la dispersione e capillarità delle sedi di facoltà e scuole in tutta la comunità: è infatti divisa in tre campus, uno per ognuna delle tre province che compongono la comunità autonoma basca (Biscaglia, Gipuzkoa e Araba).

### Campus della Biscaglia (Bizkaiko Campusa-Campus de Bizkaia)
Il campus della Biscaglia è quello più esteso e frequentato. La sede principale si trova a Leioa, nella sede dell'antica Università di Bilbao. Esistono comunque facoltà con sedi distaccate nel territorio di Bilbao, Barakaldo e Portugalete.

#### Leioa
- Facoltà di Scienza e Tecnologia
- Facoltà di Belle Arti
- Facoltà di Scienze Sociali e della Comunicazione
- Facoltà di Giurisprudenza
- Facoltà di Educazione
- Facoltà di Medicina e Infermieristica
- Facoltà di Relazioni Lavorative e Assistenza Sociale
- Laboratori Universitari della Biscaglia

#### Bilbao
- Facoltà di Economia e Commercio nel quartiere di Deusto, che dal 2016 include anche la Scuola Universitaria di Studi Commerciali di Bilbao
- Scuola di Ingegneria
- Ospedale Universitario di Basurto (in basco Basurtuko Unibertsitate Ospitalea, in spagnolo Hospital Universitario Basurto)

#### Portugalete
- Scuola Tecnica Superiore di Nautica ed Equipaggiamento Navale

#### Barakaldo
- Ospedale Universitario di Barakaldo (in basco Gurutzetako Unibertsitate Ospitalea, in spagnolo Hospital Universitario Cruces)

### Campus di Gipuzkoa (Gipuzkoako Campusa-Campus de Gipuzkoa)
Le sedi delle diverse facoltà, prima sparse per tutto il territorio cittadino di Donostia-San Sebastián, ora sono raggruppate nel quartiere di Ibaeta, dove formano il Campus di Ibaeta che accoglie circa il 25% degli studenti totali dell'EHU. Le facoltà presenti sono:
- Scuola di Ingegneria di Gipuzkoa, che raggruppa l'antica Scuola Universitaria Politecnica di San Sebastián e l'antica Scuola di Ingegneria Tecnica Industriale con sede a Eibar
- Scuola Tecnica Superiore di Architettura
- Facoltà di Giurisprudenza
- Facoltà di Educazione, Filosofia e Antropologia
- Facoltà di Economia e Commercio
- Facoltà di Informatica
- Facoltà di Medicina e Infermieristica
- Facoltà di Psicologia
- Facoltà di Chimica
- Laboratori Universitari di Gipuzkoa

### Campus di Araba/Álava (Arabako Campusa-Campus de Álava)
Con sede nella zona sud di Vitoria-Gasteiz, capitale della comunità autonoma, questo campus ospita circa il 15% degli studenti totali. Include una residenza universitaria, una biblioteca, un padiglione universitario e i seguenti centri:
- Scuola di Ingegneria de Vitoria-Gasteiz
- Facoltà di Economia e Commercio
- Facoltà di Educazione e Scienze Motorie
- Facoltà di Farmacia
- Facoltà di Lettere
- Facoltà di Medicina e Infermieristica
- Facoltà di Relazioni Lavorative e Assistenza Sociale
- Laboratori Universitari di Araba/Álava